# Erikssonopsis ericae
Erikssonopsis ericae är en svampart som först beskrevs av Elias Fries, och fick sitt nu gällande namn av M. Morelet 1971. Erikssonopsis ericae ingår i släktet Erikssonopsis och familjen Helotiaceae.  Arten är reproducerande i Sverige. Inga underarter finns listade i Catalogue of Life.